# Manuel Iglesias y Domínguez
Manuel Iglesias y Domínguez (¿? - Madrid, 1853) fue un pintor español del siglo XIX conocido especialmente por diversos retratos históricos (recreaciones).

## Biografía
Manuel Iglesias estudió en la Escuela de Bellas Artes de san Fernando, en Madrid, especializándose en pinturas con tema histórico. Entre su producción destacan el retrato de Mauregato, rey astur y de Witiza, rey visigodo de Hispania.